# Società Sportiva Sambenedettese 1953-1954
Questa voce raccoglie le informazioni riguardanti la Società Sportiva Sambenedettese nelle competizioni ufficiali della stagione 1953-1954.

## Rosa
| N. |                   | Ruolo | Calciatore          |
| -- | ----------------- | ----- | ------------------- |
|    | Italia (bandiera) | D     | Alberto Astraceli   |
|    | Italia (bandiera) | D     | Tommaso Brignone    |
|    | Italia (bandiera) | A     | William Bronzoni    |
|    | Italia (bandiera) | D     | Luciano Cacchiò     |
|    | Italia (bandiera) | D     | Filippo Cappelletti |
|    | Italia (bandiera) | A     | Etro Ferretti       |
|    | Italia (bandiera) | A     | Nicola Fidanza      |
|    | Italia (bandiera) | A     | Armando Giacometti  |
|    | Italia (bandiera) | D     | Lionello Lepre      |
|    | Italia (bandiera) | A     | Michele Minervini   |

| N. |                   | Ruolo | Calciatore           |
| -- | ----------------- | ----- | -------------------- |
|    | Italia (bandiera) | C     | Aldo Morsan          |
|    | Italia (bandiera) | C     | Luigi Palestini (IV) |
|    | Italia (bandiera) | D     | Antonio Parmeggiani  |
|    | Italia (bandiera) | P     | Piero Persico        |
|    | Italia (bandiera) | C     | Elio Rossi           |
|    | Italia (bandiera) | A     | Filippo Traini (II)  |
|    | Italia (bandiera) | A     | Luigi Traini (I)     |
|    | Italia (bandiera) | A     | Gustavo Travaglini   |
|    | Italia (bandiera) | P     | Enore Zanoni         |